# Rüdiger Bachmann
Rüdiger „Rudi“ Bachmann (* 29. Dezember 1974)  ist ein deutsch-amerikanischer Wirtschaftswissenschaftler.

## Leben
Nach dem Abitur 1994 an der Kopernikusschule Freigericht studierte Bachmann Philosophie und Spanisch (Magister) sowie Volkswirtschaftslehre (Diplom) an der Johannes Gutenberg-Universität Mainz. Von 2000 bis 2001 wurde er als wissenschaftlicher Mitarbeiter an der Johannes Gutenberg-Universität Mainz übernommen. Im Anschluss daran wechselte er an die Yale University und erwarb einen Master of Arts (2002), einen Master of Philosophy (2004) und einen Ph.D. (2007).
Bachmann ging 2007 als Assistenzprofessor an die University of Michigan, wo er bis 2011 lehrte. Danach wurde er Professor für Wirtschaftswissenschaften, insbesondere Makroökonomik, an der RWTH Aachen, 2014 dann an der Johann Wolfgang Goethe-Universität Frankfurt am Main, wo er kurzzeitig den SAFE Chair of Behavioral Economics and Finance bekleidete. 
Seit August 2014 war er erst Associate Professor (mit Tenure) für Wirtschaftswissenschaften an der University of Notre Dame in den USA; seit Juli 2020 ist er ein Stepan Family College Professor of Economics ebenda. Er war außerdem Gastdozent bzw. Gastprofessor an den Fakultäten für Wirtschaftswissenschaften der University of Pennsylvania, der University of Michigan, der Harvard University und der Yale University.
Bachmann ist Research Fellow am Centre for Economic Policy Research (CEPR) sowie am CESifo Research Network Fellow und Research Professor am Ifo Institut für Wirtschaftsforschung. Bis 2013 war er zudem Faculty Research Fellow am National Bureau of Economic Research (NBER) sowie von 2012 bis 2018 Associate Editor des Economic Journals und von 2018 bis 2023 des Journal of Economic Dynamics and Control. Seit 2019 ist Bachmann Mitglied des Herausgeberbeirats der Perspektiven der Wirtschaftspolitik. Er war  von 2015 bis 2017 als Nachwuchsbeauftragter Mitglied des erweiterten Vorstandes im Verein für Socialpolitik. Seit 2015 ist er Mitglied im Ausschuss für Makroökonomik des Vereins.
Sein Forschungsschwerpunkt ist die Makroökonomie.

## Debatten
Bachmann war am sogenannten Neueren Methodenstreit in der deutschen Volkswirtschaftslehre beteiligt. Als Reaktion auf die Umwidmung von zahlreichen wirtschaftspolitischen Lehrstühlen im Rahmen von Neuberufungen an der Universität Köln verfassten 83 Professoren der Volkswirtschaftslehre im Jahr 2009 einen Aufruf „Rettet die Wirtschaftspolitik an den Universitäten!“, der in der FAZ publiziert wurde. Bachmann, zusammen mit den in den USA lehrenden deutschen Ökonomen Dirk Krüger und Harald Uhlig, organisierte daraufhin einen von 188 Ökonomen aus Deutschland und dem Ausland unterzeichneten Gegenaufruf „Baut die VWL nach internationalen Standards um!“, der im Handelsblatt veröffentlicht wurde. Ein Jahr später zog Bachmann folgendes öffentliches Resümee: „Ich meine, der Methodenstreit war wichtig und richtig, [...]. Wissenschaft ist per Definition ein methodisches Unterfangen und bedarf deshalb auch der methodischen Reflexion.“ Der Methodenstreit löste ein gewisses Medienecho aus.
Bachmann war in weiteren öffentlichen Debatten engagiert: So hat er die moderne, angelsächsisch geprägte Volkswirtschaftslehre und ihre universitäre Lehre gegenüber studentischen und journalistischen Kritikern verteidigt und deren Kritik als unangebracht zurückgewiesen: „Wenn die VWL tatsächlich eine marktradikale, hyperrationalistische Religion wäre, die nur dazu da ist, Ausbeutung durch Finanzkapitalisten zu legitimieren, dann gehörten mindestens 95 Prozent der aktuellen Forschung in der VWL nicht zur VWL.“ Er hat die deutsche Universitätslandschaft kritisiert und diese als zum Teil provinziell bezeichnet, vor allem in der Volkswirtschaftslehre. Er hat sich zur sogenannten dual-career-Problematik an deutschen Universitäten im Vergleich zu den USA geäußert: „Ich behaupte, dass Deutschland es versäumt, ein riesengroßes Potenzial an Wissenschaftlern im Ausland zu nutzen, die sofort kommen würden, wenn die intellektuelle Seite, die familiäre Seite – dazu gehört auch eine sehr frühe, dem Forschungsalltag entsprechende Kinderbetreuung – und erst als drittes die Gehaltsseite stimmten.“
Bachmann hat die Kritik des Konstanzer Zoologen Axel Meyer an der aktuellen Studentengeneration zurückgewiesen und seine Studenten ausdrücklich als wohl informiert und erwachsen gelobt.
In einem Beitrag für die Zeitschrift Forschung und Lehre „Professor ist Professor“ hat Bachmann den fundamentalen Unterschied zwischen dem deutschen Juniorprofessor und dem amerikanischen Assistenzprofessor herausgearbeitet: Ersterer sei oft ein Professor zweiter Klasse, letzterer ein voller Professor auf Bewährung. Aus diesem Grundunterschied ergäben sich dann die Vorteile für den wissenschaftlichen Nachwuchs in den USA: Verbeamtung auf „Bewährung“ (tenure track), Verhandelbarkeit von Gehalt, Ausstattung und Lehre und letztlich größere fakultäts- und universitätsinterne Wertschätzung. In einem Interview mit FAZIT hat sich Bachmann zum Sexismus in den Wirtschaftswissenschaften geäußert.
In der Auseinandersetzung um die Schuldenbremse hat sich Bachmann als entspannt gegenüber Staatsschulden in Deutschland gezeigt, solange die Zinsen niedrig seien. In einem Beitrag für die FAZ hat sich Bachmann mit der Ökonomin Ulrike Malmendier aus Berkeley für mehr Spitzenforscher in der ökonomischen Politikberatung ausgesprochen.
Bachmann ist seit der Coronakrise eine öffentliche Stimme in der wirtschaftspolitischen Debatte und Beratung in Deutschland. Er war Mitglied der sogenannten Donnerstagsrunde von Ökonomen im Bundesministerium der Finanzen unter Olaf Scholz und beriet dort die Bundesregierung. Zu Beginn des russischen Überfalls auf die Ukraine verfasste er im März 2022 mit Kollegen den Policy Brief „What if? The Economic Effects for Germany of a Stop of Energy Imports from Russia“, in dem argumentiert wird, dass Deutschland bei guter Wirtschaftspolitik ein Importembargo gegen russisches Gas managen könnte. Diese Analyse wurde von Bundeskanzler Scholz in der Talkshow Anne Will als „unverantwortlich“ kritisiert. Es folgten Auftritte bei Markus Lanz und in der Phoenixrunde. Im August 2022 legte das Ökonomenteam einen zweiten Policy Brief „Wie es zu schaffen ist“ vor, der Möglichkeiten zur Gasnachfragereduktion in Deutschland untersucht.

## Publizistische Arbeit
Bachmann war Gründungsmitglied der inzwischen eingestellten Ökonomenstimme, einer deutschsprachigen wirtschaftswissenschaftlichen Autorenplattform. Er betreibt zusammen mit dem Makroökonomen Christian Bayer von der Universität Bonn und dem Journalisten Holger Klein das Wirtschaftspodcast Wirtschaftskunde.

## Ausgewählte Veröffentlichungen
- Ruediger Bachmann, David Rezza Baqaee, Christian Bayer, Moritz Kuhn, Andreas Löschel, Benjamin Moll, Andreas Peichl, Karen Pittel, Moritz Schularick: What if? The Economic Effects for Germany of a Stop of Energy Imports from Russia. (PDF; 1,4 MB) In: ECONTribute. Rheinische Friedrich-Wilhelms-Universität Bonn, Universität zu Köln, 7. März 2022, archiviert vom Original am 7. März 2022; abgerufen am 1. Oktober 2022 (englisch).
- Ruediger Bachmann, David Baqaee, Christian Bayer, Moritz Kuhn, Andreas Löschel, Ben McWilliams, Benjamin Moll, Andreas Peichl, Karen Pittel, Moritz Schularick, Georg Zachmann: Wie es zu schaffen ist. (PDF; 0,5 MB) In: ECONTribute. August 2022, archiviert vom Original am 5. September 2022; abgerufen am 1. Oktober 2022.